# Aphysoneura obnubila
Aphysoneura obnubila är en fjärilsart som beskrevs av Riley 1923. Aphysoneura obnubila ingår i släktet Aphysoneura och familjen praktfjärilar. Inga underarter finns listade i Catalogue of Life.